# Examen theologicum
Examen theologicum var intill mitten av 1800-talet en teologisk examen vid de svenska universiteten. Denna fanns i två varianter, dels den så kallade stora teologen, som avlades inför teologiska fakulteten, då samtliga teologie professor examinerade i dogmatik, kyrkohistoria, Gamla och Nya testamentets exegetik samt moralteologi, dels den så kallade lilla teologen, vilken avlades inför dekanus och endast omfattade endast dogmatik, moral och kyrkohistoria.